# 산투스 FC (아마파주)
산투스 푸치보우 클루비(포르투갈어: Santos Futebol Clube) 또는 산투스(포르투갈어: Santos)로 불리는 이 팀은 1973년 5월 11일에 창단한 브라질의 축구단으로, 아마파주의 마카파를 연고로 한다. 상파울루주의 산투스 FC와 구분짓기 위하여, 아마파 주의 머릿글자 AP를 붙여 산투스-AP라고도 표기된다. 2018년 현재 브라질 축구 4부 리그 캄페오나투 브라질레이루 세리이 D와 아마파 주 리그 캄페오나투 아마파엔시에 참가하고 있다. 구단의 최대 라이벌은 오라토리우 헤크레아치부 클루비이다.
구단의 별칭은 마카파의 고래(포르투갈어: Peixe de Macapá) 혹은 아마존의 고래(포르투갈어: Peixe da Amazônia)로, Peixe는 단어 자체로 사실 물고기를 뜻하지만, 산투스 FC와 마찬가지로 고래를 의미하기 위해 지어졌다.

## 역사
1973년 5월 11일 아마파주에 거주하고 있던 오타비우 노게이라와 데우송 푸르타두가 친구들을 모아 마카파를 연고로 하는 산투스-AP를 창단하였다.
2010년대 이후로 아마파 주의 주리그 캄페오나투 아마파엔시에서 막강한 전력을 과시하고 있으며, 2013년부터 2017년까지 5년 연속 주리그 우승을 차지하였다.

## 수상
- 캄페오나투 아마파엔시
  - 우승 (6회) : 2000, 2013, 2014, 2015, 2016, 2017